# Hana Benešová
Hana Benešová (* 19. April 1975 in Čáslav, Tschechoslowakei) ist eine ehemalige tschechische Leichtathletin, die sich auf den Sprint spezialisiert hat. Sie zählte zu den erfolgreichsten Sprinterinnen ihres Landes in den 90er Jahren und gewann 1995 mit der tschechischen 4-mal-400-Meter-Staffel die Silbermedaille bei den Hallenweltmeisterschaften in Barcelona.

## Sportliche Laufbahn
Erste internationale Erfahrungen sammelte Hana Benešová im Jahr 1991, als sie bei den Junioreneuropameisterschaften in Thessaloniki in 11,78 s den siebten Platz im 100-Meter-Lauf belegte und über 200 Meter mit 23,94 s auf Rang vier gelangte. Im Jahr darauf belegte sie bei den Juniorenweltmeisterschaften in Seoul in 53,39 s den fünften Platz im 400-Meter-Lauf und verpasste mit der tschechoslowakischen 4-mal-400-Meter-Staffel mit 3:42,02 min den Finaleinzug. 1993 siegte sie in 11,56 s über 100 Meter bei den Junioreneuropameisterschaften in Donostia / San Sebastián und sicherte sich zudem in 23,53 s die Silbermedaille im 200-Meter-Lauf. Mit der 4-mal-400-Meter-Staffel wurde sie disqualifiziert. Anschließend schied sie bei den Weltmeisterschaften in Stuttgart mit 11,72 s in der ersten Runde über 100 Meter aus und belegte mit der Staffel in 3:27,94 min den siebten Platz. Im Jahr darauf belegte sie bei den Halleneuropameisterschaften in Paris in 23,67 s den vierten Platz über 200 Meter und schied mit 7,38 s in der ersten Runde im 60-Meter-Lauf aus. Im Juli gewann sie bei den Juniorenweltmeisterschaften in Lissabon in 52,60 s die Bronzemedaille über 400 Meter und wurde mit der 4-mal-100-Meter-Staffel im Vorlauf disqualifiziert. Anschließend schied sie bei den Europameisterschaften in Helsinki mit 53,66 s im Halbfinale über 400 Meter aus und belegte mit der 4-mal-400-Meter-Staffel in 3:27,95 min den fünften Platz. 1995 kam sie bei den Hallenweltmeisterschaften in Barcelona mit 23,87 s nicht über den Vorlauf über 200 Meter hinaus und gewann mit der Staffel in 3:30,27 min gemeinsam mit Naděžda Koštovalová, Helena Fuchsová und Ludmila Formanová die Silbermedaille hinter dem russischen Team. Im August verpasste er dann bei den Weltmeisterschaften in Göteborg mit 3:26,27 min den Finaleinzug mit der Staffel. Im Jahr darauf belegte sie bei den Halleneuropameisterschaften in Stockholm in 52,23 s den sechsten Platz über 400 Meter. Im Juli nahm sie an den Olympischen Sommerspielen in Atlanta teil und schied dort mit 51,30 s im Halbfinale im Einzelbewerb aus und mit der Staffel belegte sie in 3:26,99 min den sechsten Platz.
1997 schied sie bei den Hallenweltmeisterschaften in Paris mit 52,75 s im Semifinale über 400 Meter aus und belegte mit der 4-mal-400-Meter-Staffel in 3:28,47 min den vierten Platz. Im Juli siegte sie in 22,57 s über 200 Meter bei den U23-Europameisterschaften in Turku und sicherte sich in 51,82 s die Silbermedaille über 400 Meter hinter der Britin Allison Curbishley. Zudem gewann sie mit der Staffel in 3:33,83 min die Bronzemedaille hinter den Teams aus dem Vereinigten Königreich und Deutschland. Anschließend schied sie bei den Weltmeisterschaften in Athen mit 23,34 s im Halbfinale über 200 Meter aus und kam über 400 Meter mit 52,74 s nicht über den Vorlauf hinaus. Zudem belegte sie mit der Staffel in 3:23,73 min den fünften Platz. Im Jahr darauf schied sie bei den Halleneuropameisterschaften in Valencia mit 29,03 s in der ersten Runde über 200 Meter aus und belegte in 54,89 s den sechsten Platz über 400 Meter. Im August kam sie bei den Europameisterschaften in Budapest mit 24,04 s nicht über den Vorlauf über 200 Meter hinaus und belegte im Staffelbewerb in 3:27,54 min den sechsten Platz. 1999 schied sie bei den Weltmeisterschaften in Sevilla mit 23,84 s in der Vorrunde über 200 Meter aus und belegte mit der Staffel in 3:23,82 min den vierten Platz. Im Jahr darauf nahm sie erneut an den Olympischen Sommerspielen in Sydney teil und schied dort mit 52,70 s im Halbfinale im Einzelbewerb über 400 Meter aus und gelangte mit der Staffel mit 3:29,17 min auf Rang sieben. In den folgen Jahren konnte sie sich für keine weiteren Meisterschaften qualifizieren und beendete dann 2005 ihre aktive Karriere im Alter von 30 Jahren.
In den Jahren 1999, 2002 und 2003 wurde Benešová tschechische Meisterin im 200-Meter-Lauf sowie 2002 auch über 100 Meter. Zudem wurde sie 1999, 2003 und 2004 Hallenmeisterin im 60-Meter-Lauf sowie 1998, 2003 und 2004 über 200 Meter.

## Persönliche Bestzeiten
- 100 Meter: 11,45 s (−0,4 m/s), 3. Juli 1993 in Jablonec nad Nisou
  - 60 Meter (Halle): 7,36 s, 6. Februar 1994 in Wien
- 200 Meter: 22,57 s (+1,7 m/s), 13. Juli 1997 in Turku
  - 200 Meter (Halle): 23,15 s, 15. Februar 1997 in Wien
- 400 Meter: 51,18 s, 10. Juni 2021 in Prag
  - 400 Meter (Halle): 52,12 s, 23. Februar 1997 in Prag